# Iwanjane
Iwanjane (bułg. Иваняне) – wieś w Bułgarii; 850 mieszkańców (2010).